# Вибрані твори українських письменників
«Вибрані твори українських письменників» — серія літературно-критичних і художніх збірок, виданих А. Крушельницьким протягом 1910—1912 в Коломиї заходом «Філії учительської громади» для «шкільної й домашньої лектури молодіжі середніх шкіл».
Серію склали збірка поезій і новел Івана Франка, добірка новел Василя Стефаника, Леся Мартовича, Марка Черемшини та інших.
До 2—3 випуску увійшли стаття А. Крушельницького «Про життя Михайла Драгоманова», розвідка Михайла Драгоманова «Казка про Богдана Хмельницького», яка мала звернути увагу учнівської молоді на «вагу пізнання» фольклору, а поема Івана Франка «На Святоюрській горі» є, власне, художнім втіленням порушеної М. Драгомановим проблеми. Доповнюють і збагачують її старопольські, старочеські та церковнослов'янські казки. А. Крушельницький у «Передньому слові» зазначає: «Таким способом, зложилася вельми різнородна збірка текстів, що творять гармонійну цілість».
Усі випуски мають художньо-дидактичне призначення, тексти в них супроводжуються літературно-критичними коментарями А. Крушельницького та І. Франка.
На титульній сторінці 2—3 випуску зазначено: «Видання А. Крушельницького, власність д-ра Івана Франка». Після того як Крушельницький був репресований, його ім'я було знято з обкладинки.